# Pontremoli
Pour les articles homonymes, voir Pontremoli (homonymie).
Pontremoli est une commune de la province de Massa-Carrara, dans la région Toscane, en Italie.

## Culture
- La cathédrale de Pontremoli,
- Le château du Piagnaro (Castello del Piagnaro), château-fort médiéval, surplombe la ville, il contient le musée,

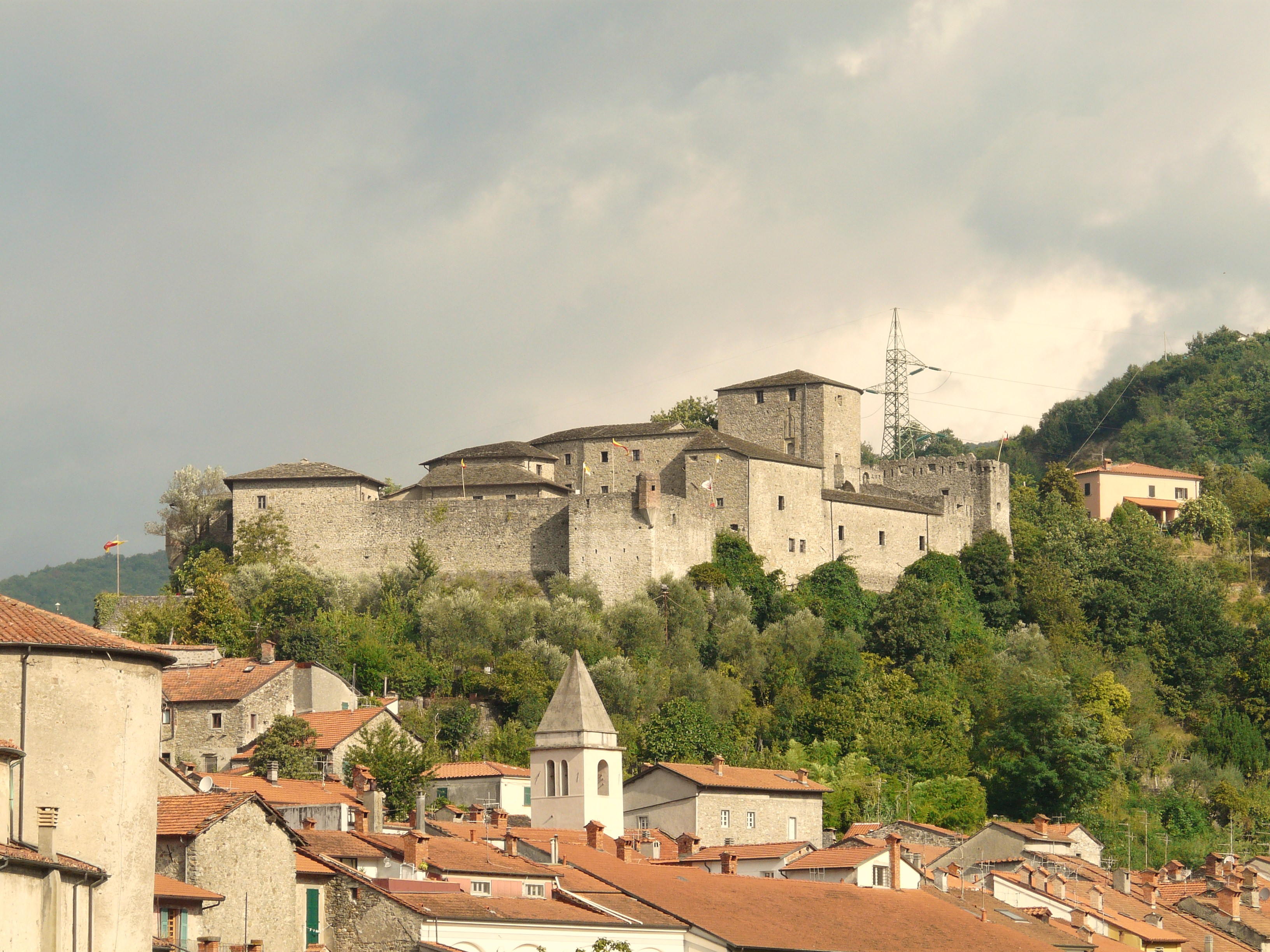
Château de Piagnaro.

- Le château de Grondola (en ruine), dans le hameau du même nom,
- La tour Campanone,
- Le musée des stèles de Lunigiana (Museo delle Statue Stele) situé dans le château : collection de statues-menhir.

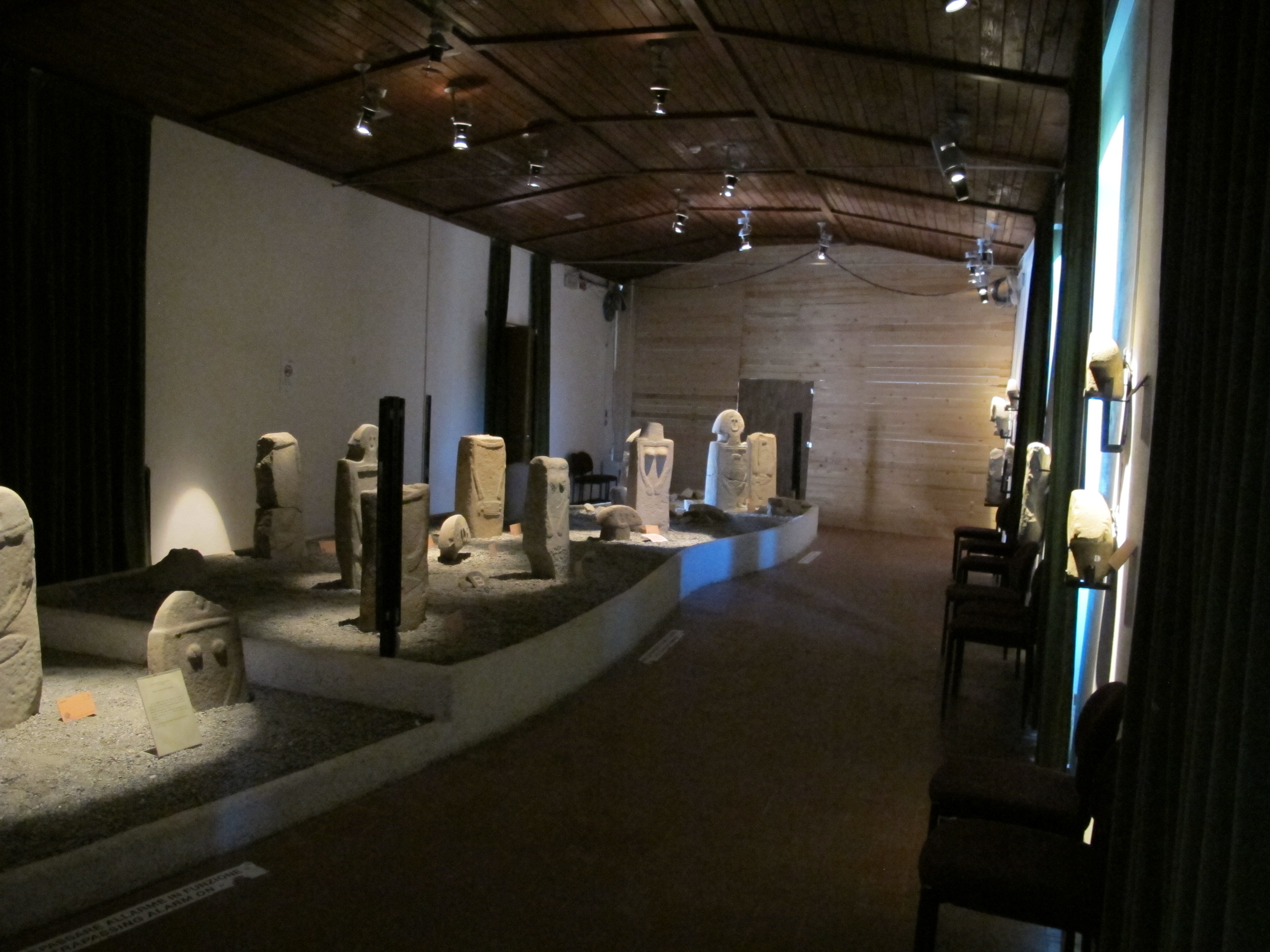
Musée des stèles-menhir.

## Administration
| Période                                  | Période  | Identité         | Étiquette | Qualité |
| ---------------------------------------- | -------- | ---------------- | --------- | ------- |
| 4 juin 2016                              | En cours | Lucia Baracchini |           | maire   |
| Les données manquantes sont à compléter. |          |                  |           |         |

### Hameaux
Arzelato, Arzengio, Barca, Baselica, Bassone, Belvedere di Saliceto, Braia, Bratto, Caná, Canale Scuro, Careola, Cargalla Inferiore, Cargalla Superiore, Casa Corvi, Casalina, Castangiola, Cavezzana D'Antena, Ceretoli, Cervara, Costa di Soglio, Dozzano, Gravagna Montale, Gravagna San Rocco, Grondola, Groppodalosio, Groppoli di Cavezzana D'Antena, Guinadi, La Colla, La Serra, Mignegno, Molinello, Montelungo Inferiore, Montelungo Superiore, Monti, Navola, Oppilo, Pian di Valle, Pieve di Saliceto, Pietra Piccata, Poderi, Pollina, Ponte Teglia, Pracchiola, Prà del Prete, Previdé, San Cristoforo, San Lorenzo, Santa Giustina, Scorano, Sergola, Serola, Soglio, Succisa, Teglia, Toplecca di Sopra, Toplecca di Sotto, Torrano, Traverde, Valle, Versola, Veserada, Villavecchia, Vignola.

### Communes limitrophes
Albareto, Berceto, Borgo Val di Taro, Corniglio, Filattiera, Mulazzo, Zeri.

## Jumelages
- Morières-lès-Avignon (France) ;
- Trenčianske Teplice (Slovaquie) ;
- Noto (Italie) (Italie).

## Galerie de photos

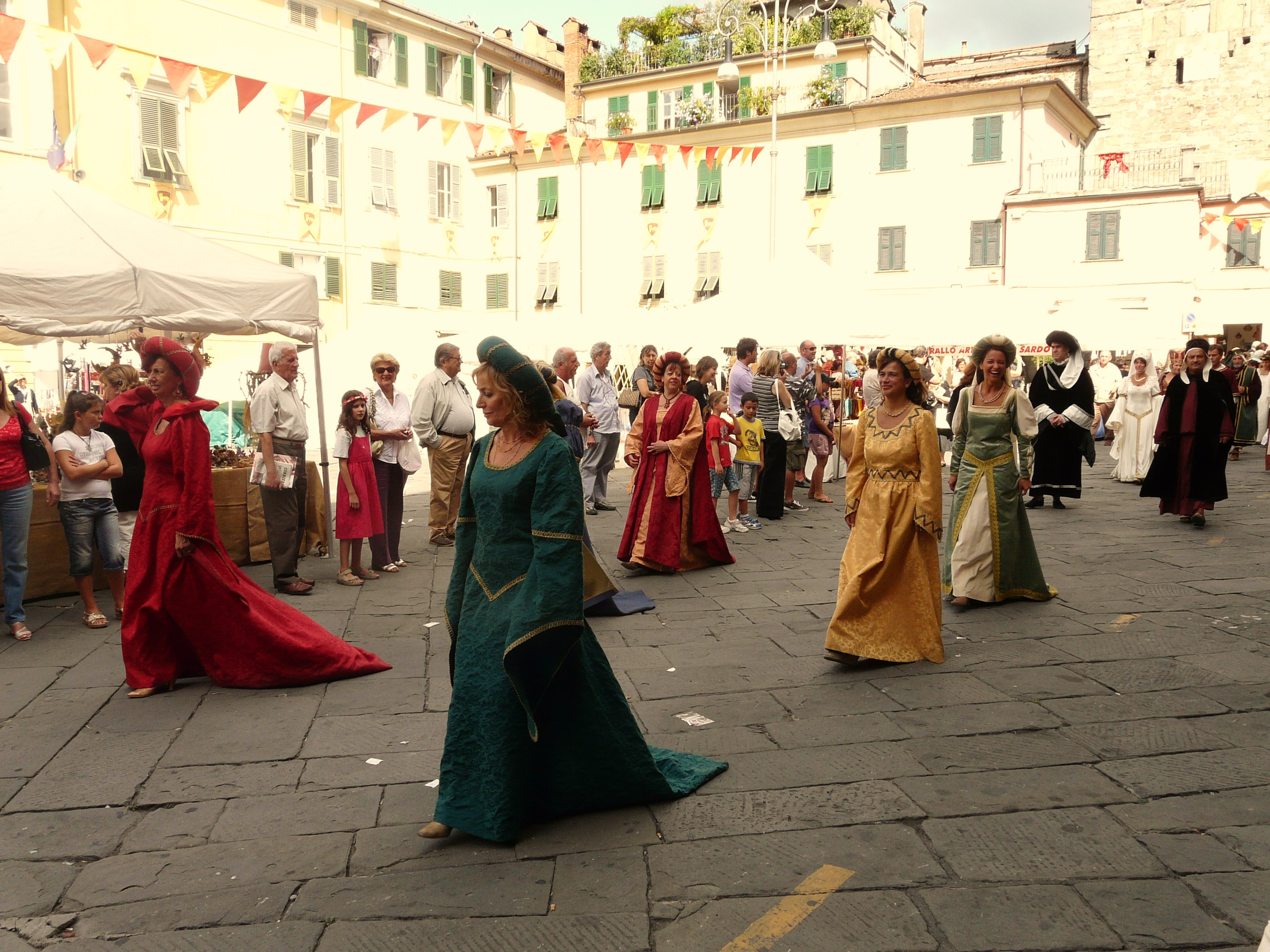
Fête médiévale.
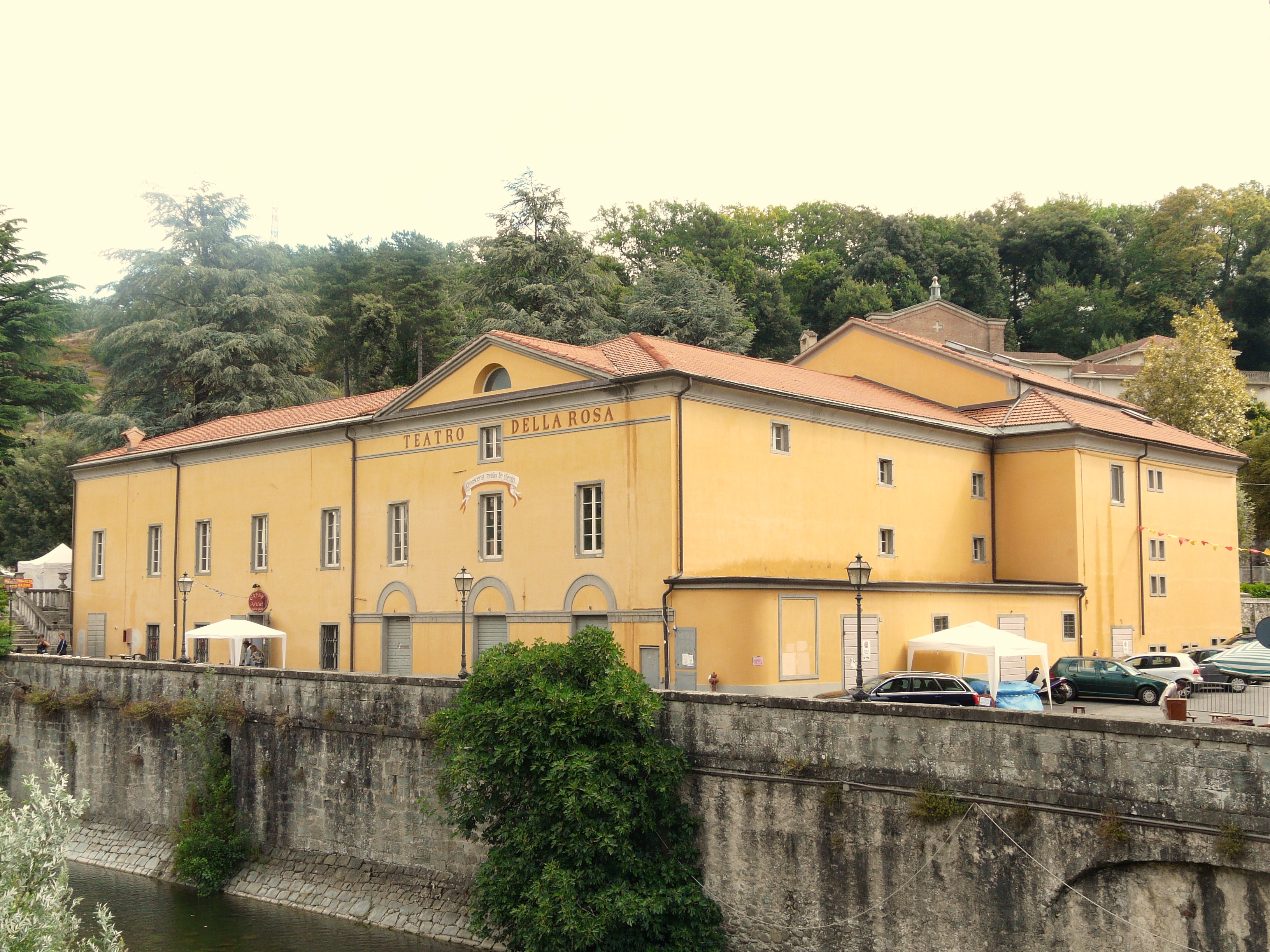
Théâtre de la Rose (Teatro della rosa).
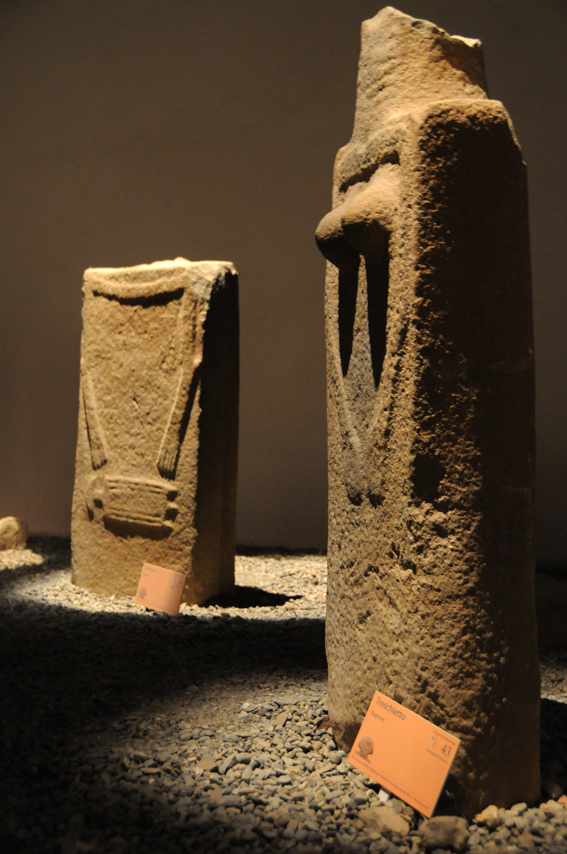
Statue-menhir dans le musée.
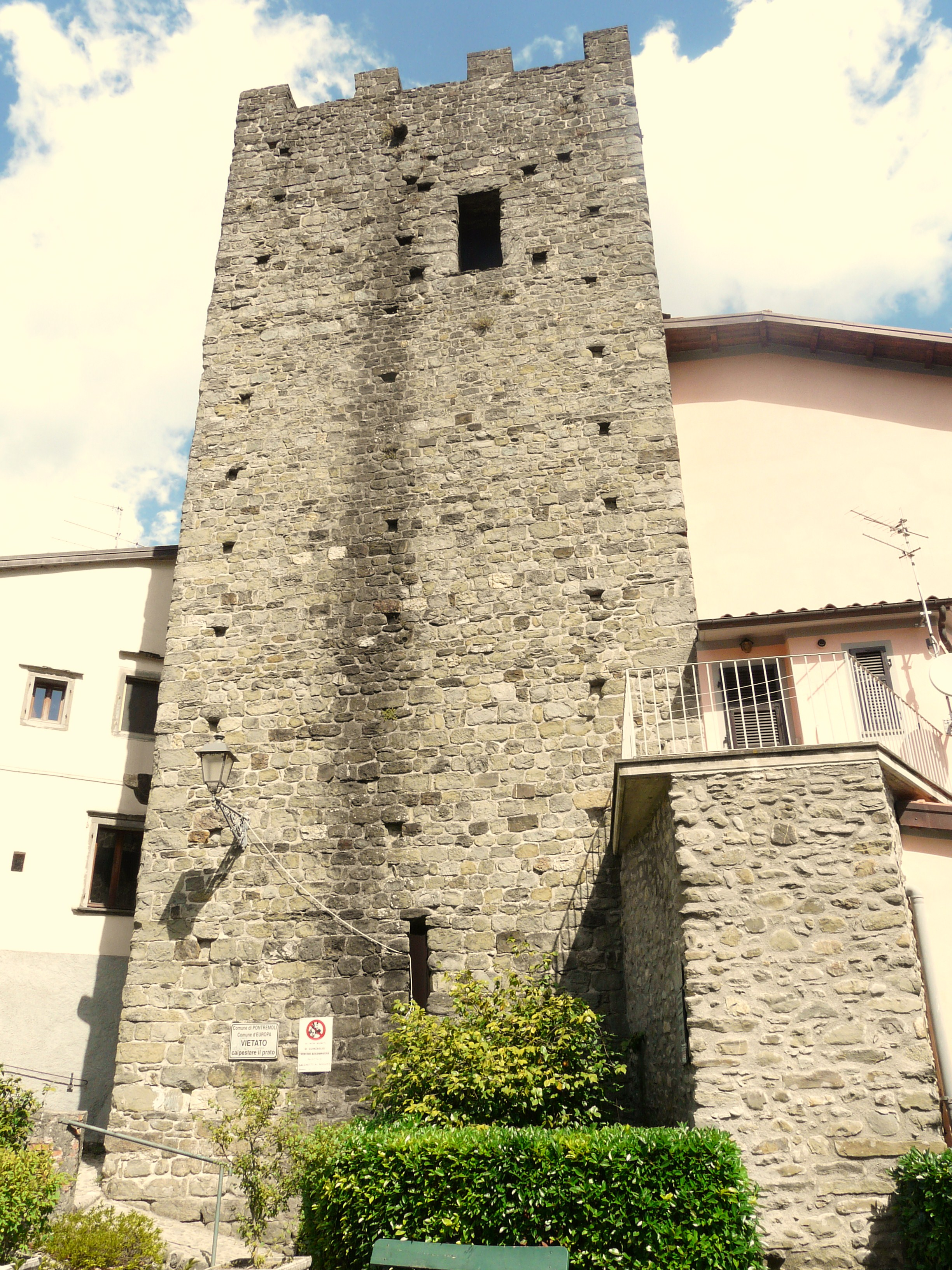
Tour.
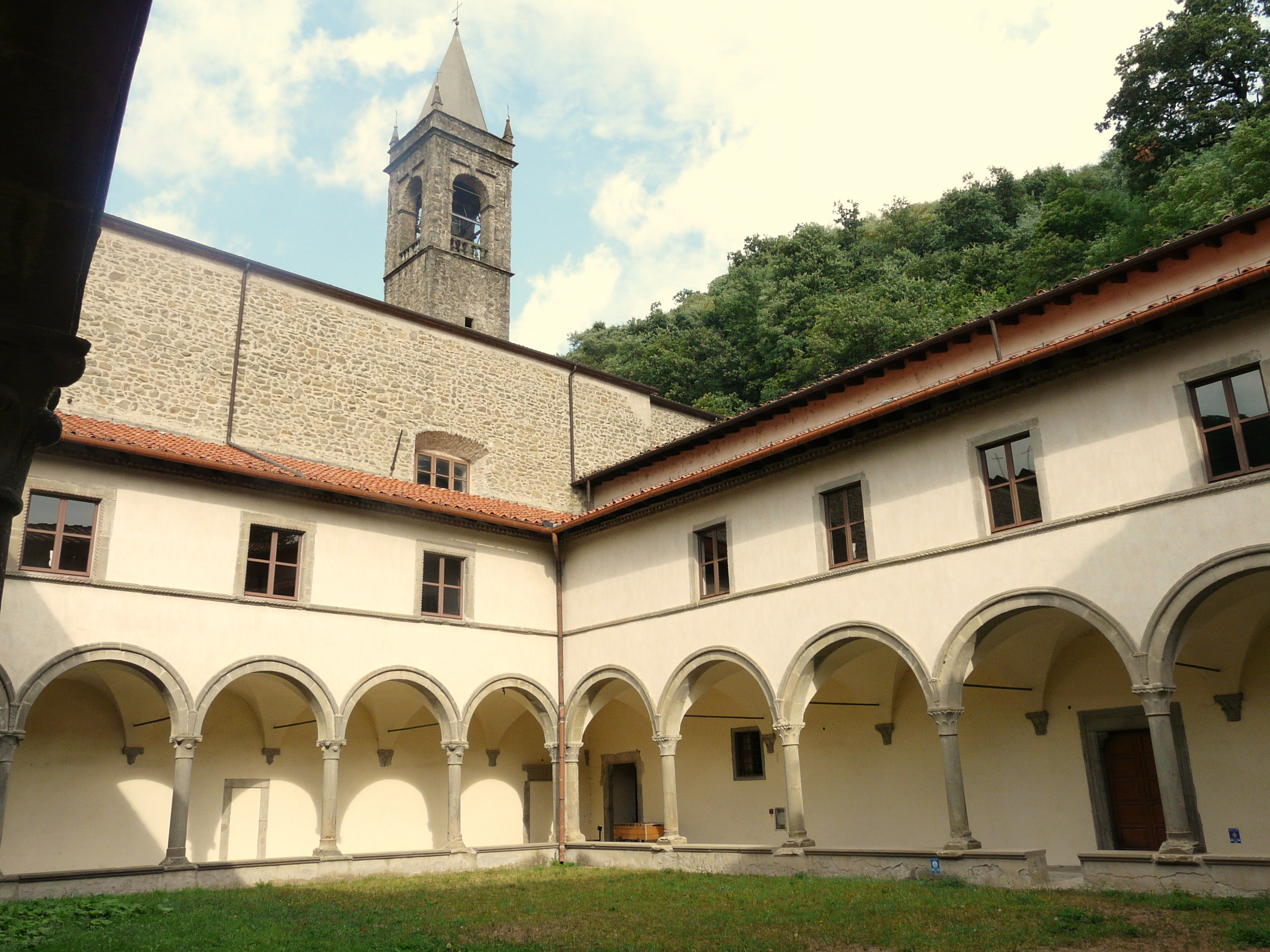
Chiostro della Chiesa della Santissima Annunziata.

## Personnalités
- Luigi Lodigiani (1778-1843), relieur italien, est né à Pontremoli.
- Nicola (ou Niccolo) Contestabili (1759-1824), peintre italien, est né à Pontremoli.